# 修邊機 (木工)

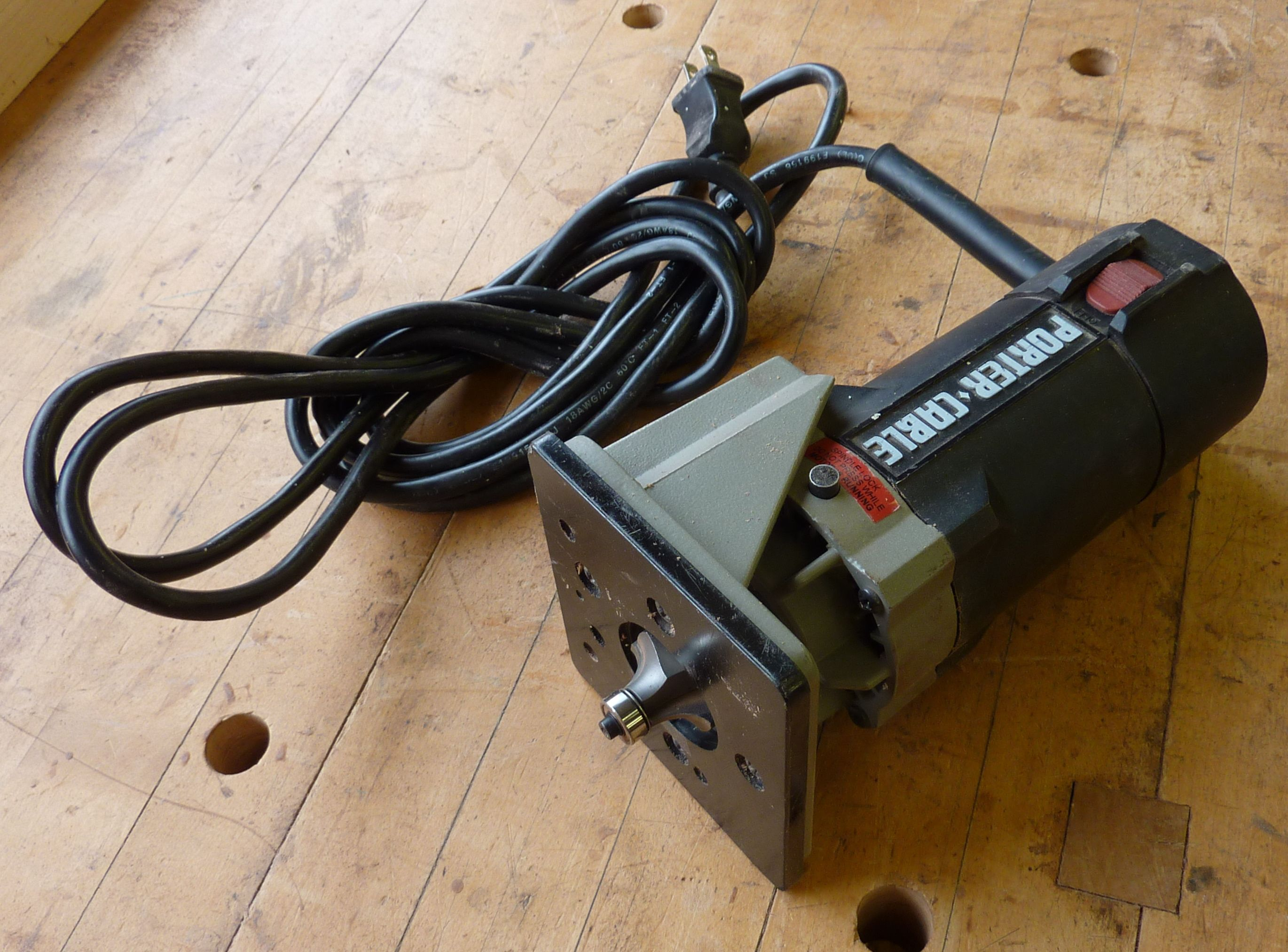

修邊機，或稱倒角機、刳刨机、囉機，主要應用是在木工倒角、金屬修邊

## 可用刀具

幾種常見的形狀

刀具有分 TCT直刀、鉋花直刀、修邊刀、三角錐刀、1/4R刀 等等，

## 健康危害
不同於傳統的手工砂紙研磨，修邊機這類電動工具可於短時間內產生大量粉塵（懸浮粒子），嚴重影響健康，甚至致癌（例如木糠乃一級致癌物）。